# Laura Azevedo
Laura Azevedo, er en tidligere brasiliansk svømmer, som nu er udelukket fra konkurrence svømning på livstid. Hun er tidligere blevet testet positivt for tre typer anabole steroider Da hun senere nægtede at afgive en ny dopingtest blev hun udelukket på livstid.